# Unió Esportiva Santboiana
Maillots
Actualités
Dernière mise à jour : 20 juin 2024.
L’Unió Esportiva Santboiana est un club espagnol de rugby à XV basé à Sant Boi de Llobregat, dans la province de Barcelone, en Catalogne.
Fondé en 1921, l'UE Santboiana est le club doyen du rugby XV en Espagne. Il évolue en División de Honor, le plus haut niveau national.

## Histoire

### Fondation et débuts (1921–1930)
L’Unió Esportiva Santboiana est fondée le 21 juin 1921 à Sant Boi de Llobregat à l’initiative de Baldiri Aleu Torres (es), vétérinaire catalan formé à Toulouse, où il découvre le rugby à XV. De retour en Catalogne, il réunit quelques amis pour promouvoir ce sport encore inconnu dans la région. Le groupe assiste ensemble à un match caritatif opposant l’Union sportive perpignanaise au Racing Club narbonnais, disputé au stade de la Foixarda (es) à Barcelone, ce qui les conforte dans leur projet.
L’acte de fondation du club est officiellement daté du 4 juillet 1921. Il énonce pour objectif la « pratique et diffusion du sport amateur, en particulier le rugby à XV ». Parmi les pionniers figure Michel Reynard, Franco-Catalan passionné de rugby, devenu joueur, capitaine et dirigeant. Proche d’Aleu, Reynard fut également informateur du consulat français pendant la guerre civile espagnole et membre de la Résistance durant la Seconde Guerre mondiale, avant d’être déporté à Buchenwald, où il meurt en 1944.

#### Premiers succès et structuration
Dès ses premières années, le club repose sur le dévouement de bénévoles, comme Antoni Garrigosa, qui en organise les finances à travers une cotisation symbolique. Les joueurs participent à l’entretien du terrain, situé sur un champ de roseaux surnommé le Camp del Riu, où trône un arbre au milieu du terrain durant plusieurs saisons.
Si l’Unió Esportiva Santboiana est fondée dès 1921, le développement du rugby à XV en Catalogne nécessite rapidement l’émergence d’autres équipes pour permettre l’organisation de compétitions. Sous l’impulsion du club de Sant Boi, plusieurs formations voient ainsi le jour, notamment le C.E. Catalunya, le Club Natació Barcelona et le Club Natació Atlètic-Barceloneta. C’est dans ce contexte que se tient, le 2 mai 1921, la première compétition officielle de rugby en Espagne : la Copa de la Real Sociedad de Carreras de Caballos, disputée sur l’ancien hippodrome de Barcelone, situé dans l’actuelle Zone franche de Barcelone.
En 1922, la Santboiana remporte la Copa de la Real Sociedad de Carreras de Caballos en battant le Club Natació Barcelona (3-0), première compétition officielle de rugby à XV en Espagne. Le même mois, Baldiri Aleu fonde la Fédération catalane de rugby, avant la création de la Fédération espagnole l’année suivante. Grâce au soutien de mécènes tels que l'industriel Santiago Güell i López (ca), le club s’impose comme référence régionale et nationale. Il remporte notamment deux Coupes d’Espagne (1931, 1933) et plusieurs championnats de Catalogne.

#### Guerre civile et reconstruction
Durant la guerre civile espagnole (1936–1939), l’activité du club est maintenue grâce à l’action décisive de trois femmes : Maria Comas, Maria Ventura et Isabel Martí. Après le conflit, l’UE Santboiana utilise un second terrain jusqu’en 1948, date à laquelle celui-ci est réquisitionné par l’armée. En contrepartie, la municipalité lui cède le terrain qu’elle occupe toujours aujourd’hui, progressivement aménagé en complexe sportif.

#### Âge d’or et formation (1940–1980)
Entre les années 1940 et 1960, la Santboiana confirme son statut en remportant plusieurs trophées majeurs, comme la Coupe d’Espagne (appelée Coupe du Generalísimo sous Franco) en 1943, 1948, 1949 et 1956, ou encore la Copa Pirineus au début des années 1960. Cette période voit également la création de sections multisports : athlétisme, handball, hockey sur patins, etc.
La décennie 1970 marque un recul sportif, en lien avec le déclin du rugby catalan face à la montée en puissance des clubs madrilènes. Un renouveau est amorcé dans les années 1980 grâce à un important travail de formation, symbolisé par l’émergence d’Alberto Malo (es), considéré comme le plus grand joueur catalan de l’histoire. Le club remporte à cette époque ses premiers titres de champion d’Espagne.

#### Professionnalisation et palmarès moderne (1980–2020)
Avec la création de la División de Honor dans les années 1970, le club évolue sans interruption au plus haut niveau national. L’introduction du professionnalisme en 1991 par World Rugby modifie profondément le paysage du rugby espagnol. À Sant Boi, un modèle hybride s’installe : les jeunes joueurs restent amateurs, bénéficiant de soutiens logistiques, tandis que des professionnels, principalement argentins, sont recrutés pour renforcer l’effectif.
Entre 1984 et 2022, l’UE Santboiana remporte huit titres de champion d’Espagne (1984, 1987, 1989, 1996, 1997, 2005, 2006, 2022) ainsi que quatre Coupes Ibériques, consolidant sa place parmi les clubs les plus titrés du pays.
Le 5 juin 2022 le club est à nouveau sacré champion d'Espagne après l'avoir emporté en finale sur le score de 23-17 face à l'équipe d'Ordizia Rugby Elkartea.

## Identité du club

### Nom et couleurs
Le nom complet est Unió Esportiva Santboiana. Le club est souvent surnommé « UES ». Ses couleurs traditionnelles sont le bleu et le blanc.

### Logo
Le logo représente une combinaison des couleurs du club avec des symboles historiques de Sant Boi.

### Hymne et mascotte
Le club ne possède pas d’hymne officiel, mais les supporters chantent régulièrement des chants en catalan. Il n’y a pas de mascotte formelle.

### Culture et traditions
L’Unió Esportiva Santboiana est historiquement associée à la ville de Sant Boi de Llobregat, où le rugby constitue un marqueur identitaire fort depuis 1921. Le club cultive une culture conviviale et solidaire, ancrée notamment dans la tradition du troisième mi-temps, qui se déroule dans la Barraca, un espace attenant au stade Baldiri Aleu. Personnalité majeure du club, Josep Lluís Sirvent, ancien joueur, entraîneur, dirigeant et historien de l’UE Santboiana, est l’auteur de l’ouvrage UE Santboiana, tres quarts de segle d'història, publié en 1996. Il a également occupé des fonctions dans les fédérations catalane et espagnole de rugby. Il est reconnu pour son rôle de mémoire vivante du club et du rugby en Catalogne.
Au fil de son histoire, l’UE Santboiana a connu des périodes marquées par la précarité matérielle, notamment lors des déplacements d’après-guerre effectués en train avec des moyens limités. Les joueurs apportaient alors leur propre nourriture, souvent sous forme de charcuterie catalane comme les butifarras, devenues un symbole culturel associé au club.
Le club affiche également un engagement social affirmé. Il a reversé la recette de plusieurs matchs à forte affluence à des actions contre la pauvreté infantile. Les anciens joueurs ont créé le Rugby Memorial Ferro Sant Boi, tournoi caritatif annuel dont la première édition, en 2015, fut dédiée à Hèctor Massoni, ancien joueur, et visait à soutenir la lutte contre le cancer.
L’UE Santboiana a également été l’un des premiers clubs espagnols à créer une section féminine.
Le club et la ville partagent depuis un slogan officieux devenu populaire : « Bojos per Sant Boi… i pel rugby » (« Fous de Sant Boi… et de rugby »).

## Palmarès

### Compétitions nationales
- Championnat d’Espagne (División de Honor) :
  - Champion : 1984, 1987, 1989, 1996, 1997, 2005, 2006, 2022 (8)
- Coupe du Roi :
  - Vainqueur : 1931, 1933, 1943, 1948, 1958, 1959, 1960, 1961, 1962, 1989, 2000 (11)

### Compétitions internationales
- Coupe ibérique :
  - Vainqueur : 1988, 1990, 2006, 2007 (4)
  - Finaliste : 1984, 2005, 2022

### Compétitions régionales
- Coupe de Catalogne :
  - De nombreux titres entre 1923 et 2005

## Personnalités du club

### Joueurs emblématiques
- Oriol Ripol
- Jaume Barri
- Manuel Moriche
- Alberto Malo (es)
- Álvaro García (formé au club)

### Entraîneurs notables
- Jordi Bellot
- Sergi Guerrero

### Présidents notables
- Baldiri Aleu Torres (es) (fondateur)
- Aurora Bravo[13] (présidente actuelle)

## Structures du club

### Stade
Le club évolue à l’Estadi Baldiri Aleu (es), d’une capacité de 3 500 places. Situé au cœur de Sant Boi, il porte le nom du fondateur du club.

### Installations
Un centre sportif moderne a été inauguré en 2005, avec gymnase, piscine, salle de musculation, terrains extérieurs et espace bien-être. Il accueille aussi les équipes jeunes et les scolaires.

## Aspects juridiques et économiques
Le club est une entité associative à but non lucratif. Il bénéficie du soutien de la municipalité de Sant Boi, de sponsors locaux et régionaux, et de subventions de la Fédération catalane et espagnole.

## Soutien et image

### Supporters
Le club bénéficie d’un fort soutien local, notamment à travers des groupes de supporters catalanistes. Le stade est régulièrement rempli lors des grandes affiches.Annexes